# Список Героев Украины/Л
В настоящем списке в алфавитном порядке представлены люди, получившие почётное звание Герой Украины, чьи фамилии начинаются с буквы «Л».
- Список содержит информацию о дате указа присвоения почётного звания, роде деятельности награждённых и годах их жизни.

## Список людей, фамилии которых начинаются с «Л»
| №  | Фамилия, Имя Отчество            | Дата Указа | Деятельность | Годы жизни              |
| -- | -------------------------------- | ---------- | --- | ----------------------- |
| 1  | Лавриненко, Анатолий Анатольевич | 13.11.2001 | Комбайнёр сельскохозяйственного общества «Колос», Высокопольского района Херсонской области | род. 20.04.1953         |
| 2  | Ландык, Валентин Иванович        | 21.11.2006 | Народный депутат Украины, президент акционерного общества «НОРД» и Группы НОРД | род. 22.11.1946         |
| 3  | Лелеченко, Александр Григорьевич | 21.04.2006 | Заместитель начальника электрического цеха Чернобыльской АЭС (посмертно) | 26.07.1938—07.05.1986   |
| 4  | Литвак, Борис Давидович          | 21.08.2007 | Председатель правления Одесского областного благотворительного фонда реабилитации детей-инвалидов «Будущее», директор специализированной детско-юношеской спортивной школы олимпийского резерва № 2, Одесса | 11.03.1930 - 10.04.2014 |
| 5  | Литвин, Владимир Михайлович      | 09.12.2004 | Председатель Верховной Рады Украины, Киев | род. 28.04.1956         |
| 6  | Литвинов, Владимир Григорьевич   | 22.08.2000 | Проходчик акционерного общества «Шахта „Добропольская“», Донецкая область | род. 11.05.1949         |
| 7  | Литвинов, Леонид Фёдорович       | 07.07.2004 | Председатель правления — генеральный директор акционерного общества «Енакиевский металлургический завод», Донецкая область                                                                                  | род. 07.07.1944         |
| 8  | Лобановский, Валерий Васильевич  | 15.05.2002 | Главный тренер футбольной команды акционерного общества «ФК „Динамо“ Киев» (посмертно) | 06.01.1939—13.05.2002   |
| 9  | Лукьяненко, Владимир Матвеевич   | 26.02.2004 | Председатель правления акционерного общества «Сумское машиностроительное научно-производственное объединение имени М. В. Фрунзе»                                                                            | род. 18.10.1937         |
| 10 | Лукьяненко, Левко Григорьевич    | 19.04.2005 | Народный депутат Украины, Киев | 24.08.1928 - 07.07.2018 |
| 11 | Лятецкая, Людмила Владимировна   | 21.08.2009 | Главный врач Херсонской детской областной клинической больницы | 07.11.1941 - 16.06.2020 |